# James Fillans
Jmaes Fillans (27 marzo 1808 – 27 settembre 1852) è stato uno scultore scozzese.

## Biografia
È nato a Wilsontown, nel Lanarkshire. Nei primi anni di vita ha lavorato come tessitore a mano, il mestiere tipico della zona. Nella sua prima adolescenza fu apprendista presso un muratore/costruttore a Paisley (Hall McLatchie). Durante questo periodo sembra che sia stato responsabile dei capitelli corinzi di grande effetto sul Glasgow Royal Exchange (1827) (ora Glasgow Gallery of Modern Art) che gli è valso il soprannome di "The Young Athenian". Si trasferì a Glasgow nei primi anni 1830. Impiegando lì il proprio studio, impiegò i suoi fratelli minori; Robert Fillans e John Fillans.
Ricevendo il sostegno finanziario di James Walkinshaw, si formò più formalmente a Parigi, in Francia, nel 1835 prima di stabilirsi a Londra all'82 di Baker Street. Mentre era a Londra incontrò Sir Francis Chantrey, che lo raccomandò a diversi mecenati. Le commissioni in arrivo gli hanno permesso di trasferirsi a High Holborn.
Una commissione per scolpire Archibald Oswald lo portò a Vienna nel 1841, permettendogli anche una visita in Italia e un secondo viaggio a Parigi al suo ritorno.
La maggior parte delle sue commissioni erano scozzesi e tornò a Glasgow nel 1851.
Fu anche un ritrattista, esponendo alla Scottish Royal Academy dal 1837 al 1850.
Era il padre degli scultori James Davidson Fillans (1850 – 1906 (sepolto nel cimitero di Rookwood NSW)) e Wilhelmina Fillans. Hill and Adamson fotografarono Fillans con le sue figlie nel 1845. Sir Daniel Macnee dipinse il suo ritratto.
È sepolto nel cimitero di Woodside, a Paisley, sotto la sua scultura su cui stava lavorando per la tomba di suo padre, che giace con lui, quando morì. Il monumento si erge solitario, a nord-ovest del crematorio, sul sentiero che scende nella sezione nord inferiore.